# 贞静学园短期大学
贞静学园短期大学（日语：／ Teisei Gakuen Tanki Daigaku *），简称贞短（ていたん）或贞静短大，是一所位于日本东京都文京区的私立短期大学。

## 概要

### 简介
- 学校最早可以追溯到1930年[1]。短期大学成立于2009年[1]，专科成立于2010年[1]。由学校法人贞静学园成立。

### 历史
- 2009年 贞静学园短期大学成立并同时设置保育学科。
- 2010年 专科护理福利专攻[注 1]成立。

### 宪章
- 请参看贞静学园短期大学的标志 （页面存档备份，存于） （日語） 2013年11月20日阅览。

## 学校环境
- 校区：东京都文京区

## 历任校长
- 奥明子：第一代短期大学校长[2]

## 组织

### 学科
- 保育学科

### 专科
| - 护理福利专攻 |

### 业余课程
| - 没有 |

### 附属机关
| - 图书馆 |

## 相关链接
- 日本短期大学列表